# Violettes Galmei-Stiefmütterchen
Das Violette Galmei-Stiefmütterchen (Viola guestphalica), auch Blaues oder Westfälisches Galmeiveilchen bzw. allgemeiner Zinkveilchen genannt, ist eine Pflanzenart aus der Gattung Veilchen (Viola) innerhalb der Familie der Veilchengewächse (Violaceae). Sie ist äußerst selten.

## Beschreibung

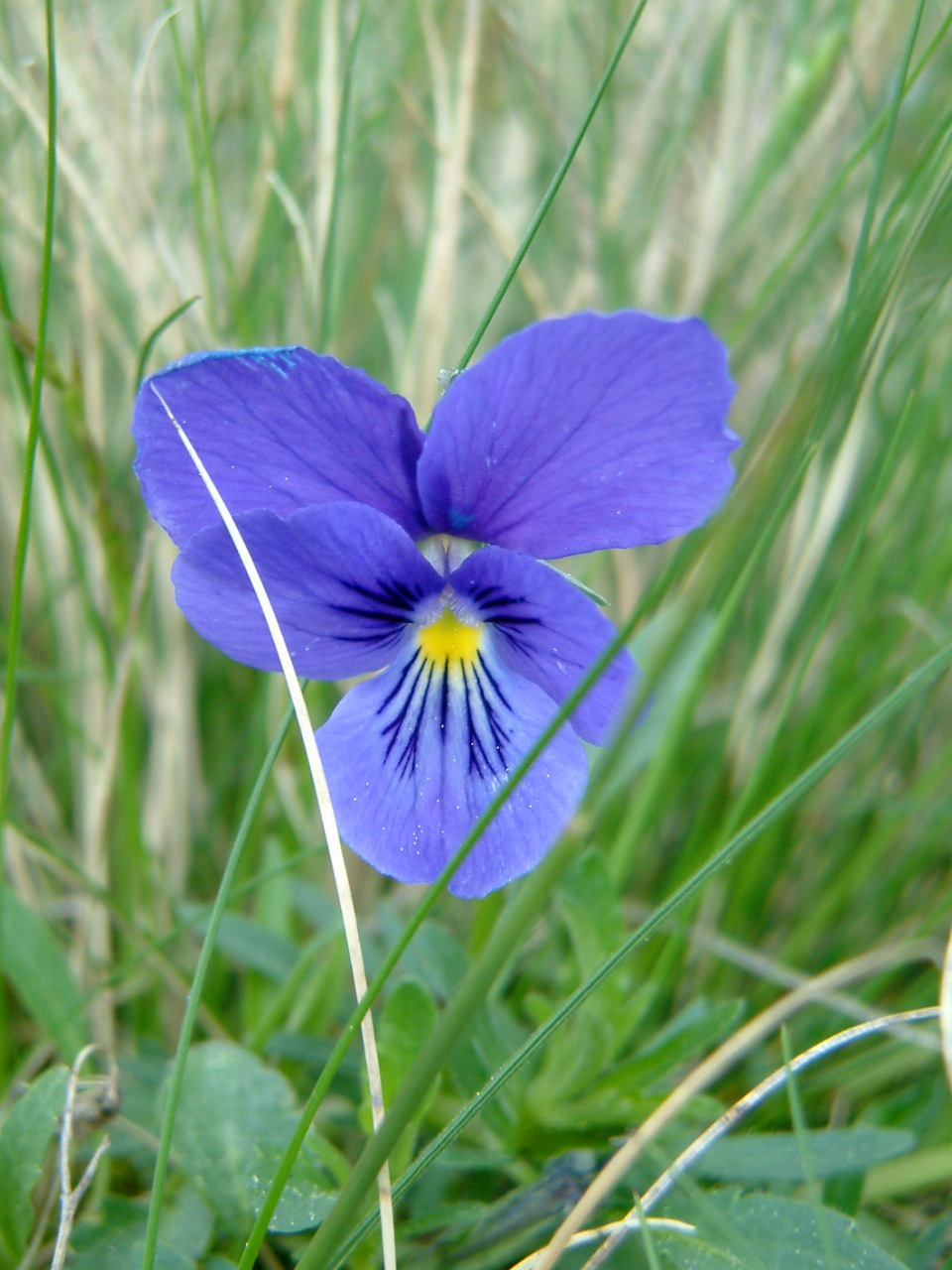
Zygomorphe Blüte

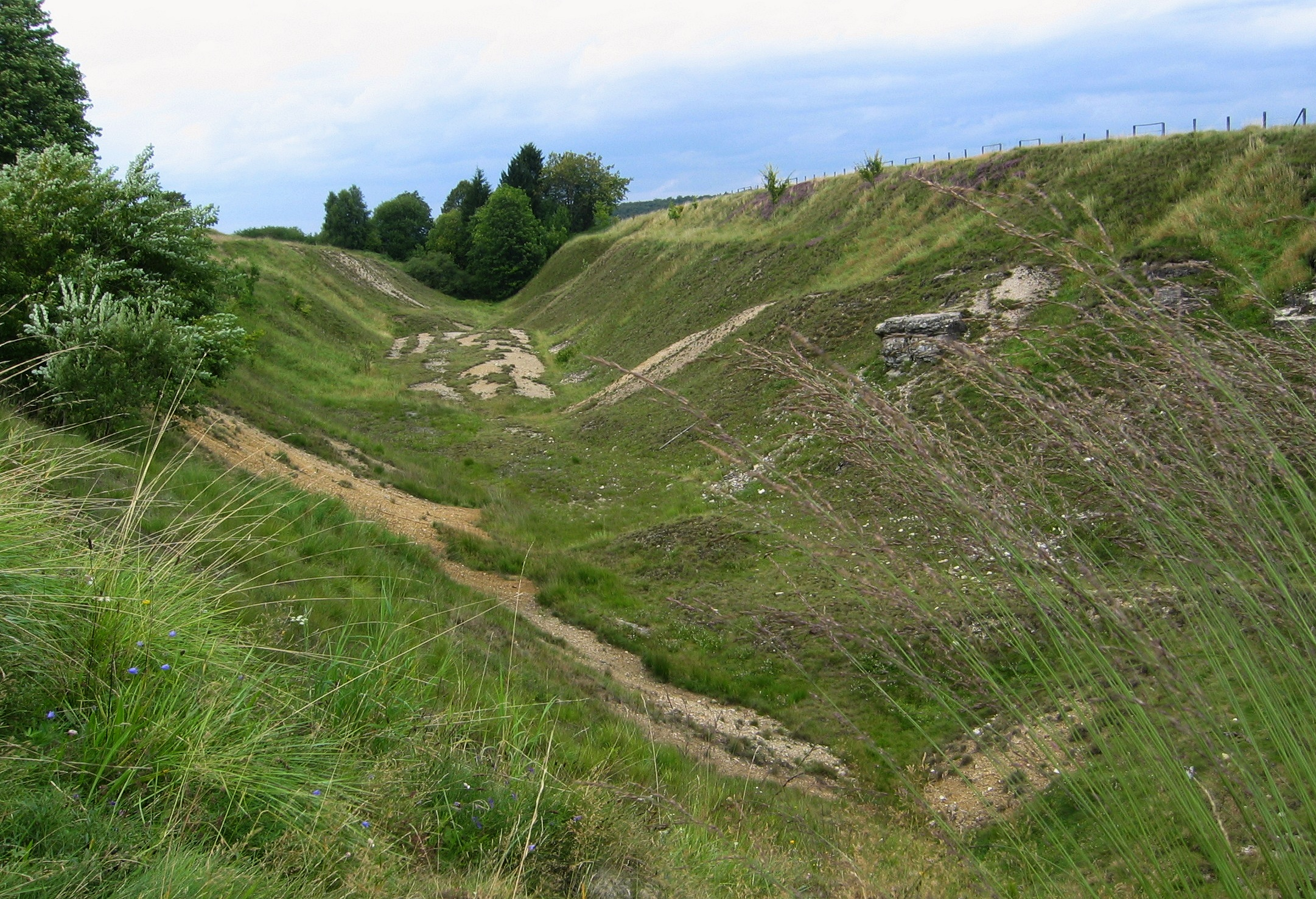
Naturschutzgebiet Bleikuhlen und Wäschebachtal

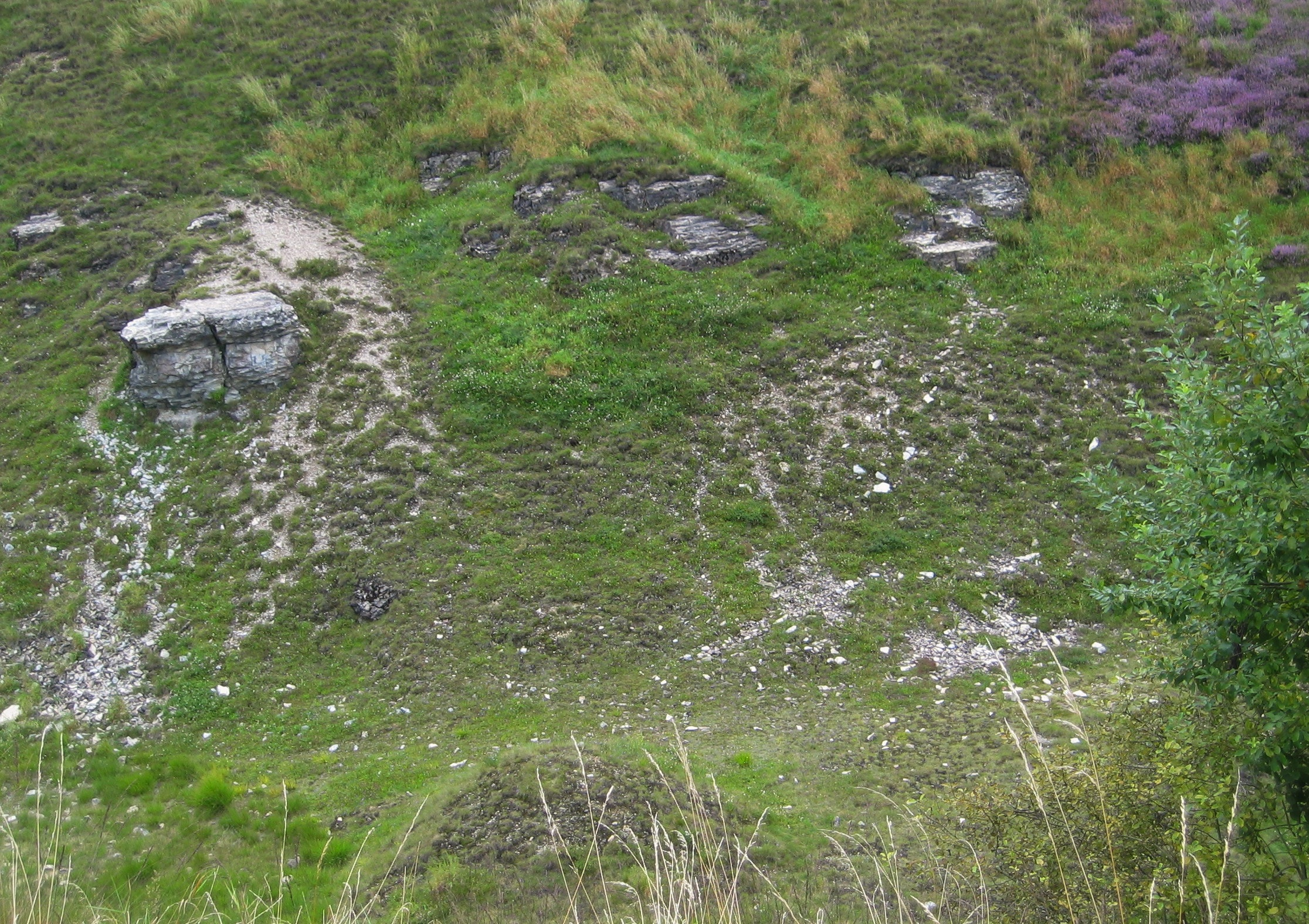
Schwermetallrasen im Naturschutzgebiet Bleikuhlen und Wäschebachtal

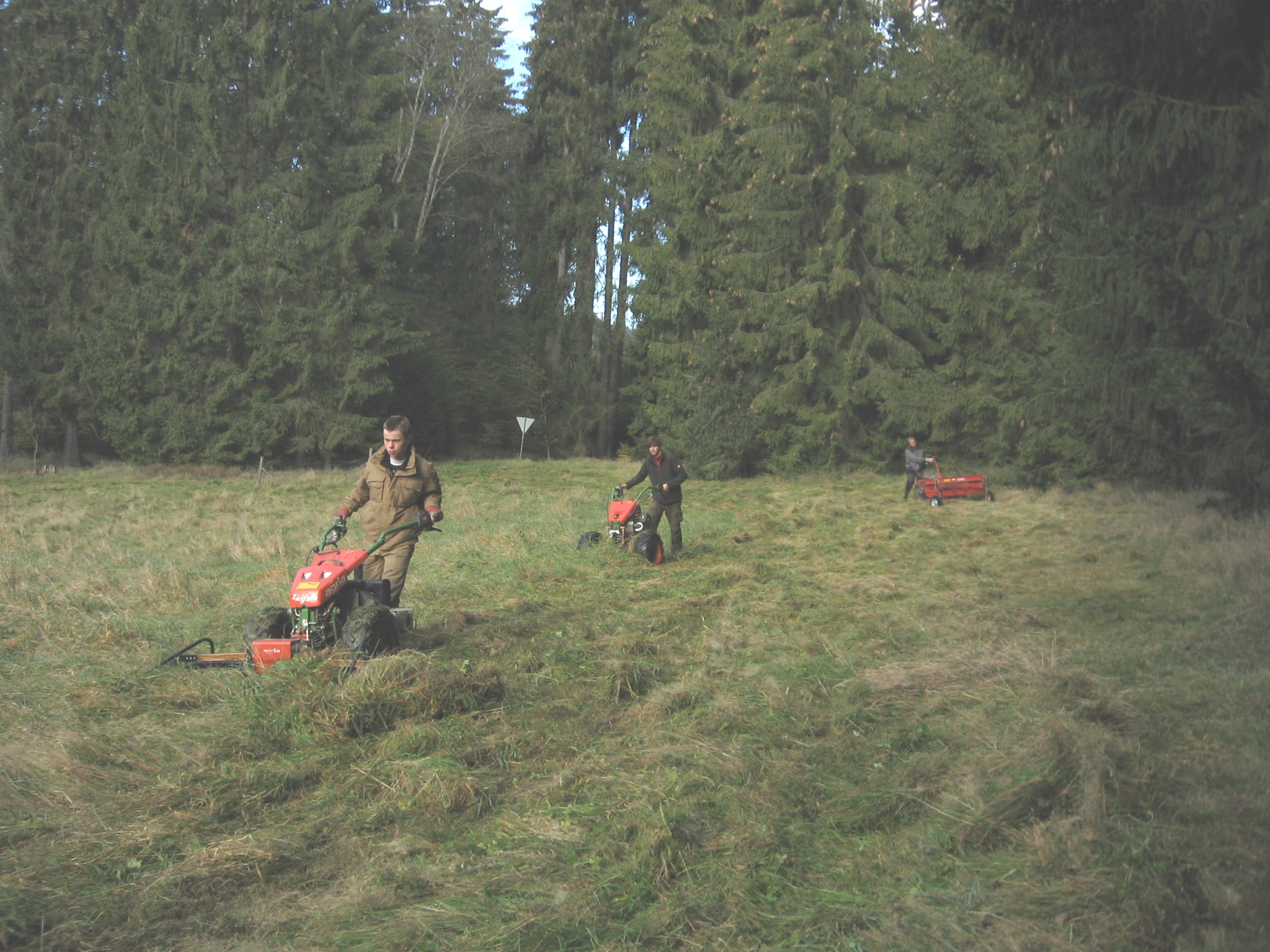
Mäharbeiten des Vereins für Natur- und Vogelschutz im Hochsauerlandkreis mit zwei Einachsmähern und einem Einachsschwader auf Wiese mit Vorkommen des Westfälischen Galmeiveilchens im NSG Wäschebach / Tieberg

### Vegetative Merkmale
Beim Violetten Galmei-Stiefmütterchen handelt es sich um eine ausdauernde krautige Pflanze, die Wuchshöhen von 10 bis 15 Zentimetern erreicht.

### Generative Merkmale
Alle Kronblätter sind gleichmäßig blauviolett; zum Blütenzentrum hin ist eine dunkle, strichförmige Aderung erkennbar. Die Blütezeit reicht von Mai bis Oktober.
Die Chromosomenzahl beträgt 2n = 52.

## Vorkommen
Das Violette Galmei-Stiefmütterchen kommt weltweit ausschließlich an einem Wuchsort im Grenzgebiet der Kreise Paderborn, Höxter und Hochsauerlandkreis vor, es ist somit endemisch für Westfalen. Das Vorkommen befindet sich im FFH-Gebiet "Bleikuhlen und Wäschebachtal" (DE-4419-304), von 71 ha Größe. Ein Hauptschutzziel des Gebietes ist neben dem Erhalt der vorhandenen Schwermetallrasen die Vernetzung und die Wiederherstellung von Schwermetallrasen auf geeigneten Standorten im Schutzgebiet. Das FFH-Gebiet setzt sich aus Teilen von drei Naturschutzgebieten (NSG) zusammen. Dabei handelt es sich um das 2002 von der Bezirksregierung Detmold ausgewiesene Naturschutzgebiet Bleikuhlen und Wäschebachtal auf den Stadtgebieten von Lichtenau (Kreis Paderborn) und Warburg (Kreis Höxter), ferner um die beiden 2008 vom Hochsauerlandkreis ausgewiesenen Naturschutzgebiete Wäschebach / Tieberg und Bleikuhle im Stadtgebiet Marsberg (Hochsauerlandkreis). Die Art wächst dort in offenem, extrem stickstoffarmem und von Natur aus mit Schwermetallen kontaminierten Grasland auf Trocken- und Halbtrockenrasen an halbschattigen bis sonnigen Standorten (Schwermetallrasen). Weiterhin wächst sie unterhalb der Bleikuhlen in einer mit Schwermetallen belasteten Wiese des Wäschebachtales. Im NSG Wäschebachtal / Tieberg werden die beiden Wiesen mit Vorkommen des Violetten Galmei-Stiefmütterchens jährlich von Verein für Natur- und Vogelschutz im Hochsauerlandkreis gemäht, um eine Verbuschung bzw. Wiederbewaldung und damit ein Verschwinden dieser Art zu verhindern. 
Der botanische Garten der WWU Münster hält stets eine Anzahl an Individuen, um den Arterhalt zu sichern.
Wie das Gelbe Galmeiveilchen (Viola calaminaria) ist es die Leitart und der Namensgeber einer Form der Galmeiflora (Violetum guestphalicae).

## Systematik
Das Vorkommen wurde erstmals im Jahr 1854 durch den Botaniker Alexander Braun erwähnt. Das Artepitheton guestphalica bezieht sich auf den Fundort in Westfalen. Bis 1986 galt diese Art als Unterart bzw. Varietät des Gelben Galmeiveilchens (Viola calaminaria). Dann ergaben Chromosomenzählungen, dass die beiden Arten nicht unmittelbar miteinander verwandt sind und jeweils Artrang genießen. Die gültige Erstbeschreibung als Art Viola guestphalica erfolgte durch den deutschen Botaniker Johannes Dietrich Nauenburg (1951–2010).